# Anselm Hartmann (Basketballspieler)
Anselm Hartmann (* 12. Februar 1993 in Kiel) ist ein deutscher Basketballspieler. Der 1,91 Meter lange Aufbauspieler bestritt eine Bundesliga-Partie für Oldenburg.

## Laufbahn
Hartmann kam in der schleswig-holsteinischen Landeshauptstadt Kiel zur Welt und wuchs in Wahnbek nahe Oldenburg in Niedersachsen auf. Er spielte Basketball beim TuS Wahnbek, ehe er in die Jugendabteilung des Oldenburger TB wechselte. Er wurde in die deutsche U16-Nationalmannschaft berufen, nahm im Sommer 2009 an der Europameisterschaft in Kaunas teil, im selben Jahr verließ er Oldenburg in Richtung Thüringen, besuchte fortan das Sportgymnasium Jena und spielte im Nachwuchsbereich des TuS Jena.
Beim Albert-Schweitzer-Turnier im April 2010 wurde er mit der deutschen U17-Auswahl Dritter. Bei der U17-Weltmeisterschaft in Hamburg im Sommer 2010 war Hartmann Kapitän der deutschen Mannschaft. Zur Saison 2010/11 wechselte er zum Oldenburger TB zurück. Im Sommer 2011 lief er für Deutschland bei der U18-EM in Polen auf. Im Spieljahr 2011/12 zählte er zum erweiterten Aufgebot des Bundesligisten EWE Baskets Oldenburg und gab im Europapokal sein Profidebüt, während er hauptsächlich für die Männermannschaft des OTB in der Regionalliga spielte und mit dieser den Aufstieg in die 2. Bundesliga ProB schaffte. Im November 2012 wurde Hartmann erstmals in einer Partie der Basketball-Bundesliga eingesetzt. Sein Haupteinsatzfeld war jedoch die 2. Bundesliga ProB in Oldenburgs Nachwuchsfördermannschaft.
2013 wechselte Hartmann zum UBC Münster in die Regionalliga und nahm in der Stadt ein Hochschulstudium in den Fächern Sport und Geschichte auf. In den Spielzeiten 2015/16 sowie 2016/17 wurde er vom Internetdienst eurobasket.com jeweils zum besten deutschen Spieler der Regionalliga West gekürt. Er verließ den Verein im Anschluss an die Saison 2016/17, um eine Weltreise zu unternehmen. Ab der Saison 2018/19 spielte er beim USC Freiburg in der 2. Regionalliga. Zuletzt lief Hartmann in der Spielzeit 2022/23 für den USC auf.